# Solin (Fluss)
Der Solin ist ein Fluss in Frankreich, der im Département Loiret in der Region Centre-Val de Loire verläuft. Er entspringt beim Weiler La Brenaudière im Gemeindegebiet von Le Moulinet-sur-Solin, entwässert generell Richtung Nord bis Nordost  durch die Landschaft des Gâtinais orléanais und mündet nach rund 33 Kilometern im Gemeindegebiet von Châlette-sur-Loing als linker Nebenfluss in den Loing. Knapp vor seiner Mündung unterquert der Solin den Schifffahrtskanal Canal de Briare, der hier den Loing als Seitenkanal begleitet.

## Orte am Fluss
(Reihenfolge in Fließrichtung)
- Le Moulinet-sur-Solin
- La Cour-Marigny
- Les Buges, Gemeinde Vimory
- Villemandeur
- Vesines, Gemeinde Châlette-sur-Loing